# Європейська стратегія безпеки
Європейська стратегія безпеки — це документ, у якому Європейський Союз роз’яснює свою стратегію безпеки, яка спрямована на створення безпечної Європи в кращому світі, визначає загрози, з якими стикається Союз, визначає його стратегічні цілі та визначає політичні наслідки для Європи. Європейська стратегія безпеки була розроблена в 2003 році під керівництвом Верховного представника ЄС з питань спільної зовнішньої політики та політики безпеки Хав’єра Солани та прийнята Європейською радою в Брюсселі 12 і 13 грудня 2003 року.
У 2016 році стратегію замінила глобальна стратегія Європейського Союзу.

## Група Venusberg
Venusberg Group підготувала три доповіді, пов’язані з розробкою Європейської стратегії безпеки:
1. Посилення Європейського Союзу як гравця міжнародної безпеки (2000)
2. Європейська оборонна стратегія (2004)
3. Після 2010 року – велика європейська стратегія в глобальну епоху (2008)